# Newton (Utah)
Newton és una població dels Estats Units a l'estat de Utah. Segons el cens del 2000 tenia 699 habitants.

## Demografia
Segons el cens del 2000, Newton tenia 699 habitants, 196 habitatges, i 165 famílies. La densitat de població era de 355,1 habitants per km².
Dels 196 habitatges en un 53,1% hi vivien nens de menys de 18 anys, en un 77,6% hi vivien parelles casades, en un 4,1% dones solteres, i en un 15,8% no eren unitats familiars. En el 13,3% dels habitatges hi vivien persones soles el 7,7% de les quals corresponia a persones de 65 anys o més que vivien soles. El nombre mitjà de persones vivint en cada habitatge era de 3,57 i el nombre mitjà de persones que vivien en cada família era de 4,02.
Per edats la població es repartia de la següent manera: un 36,8% tenia menys de 18 anys, un 12,6% entre 18 i 24, un 22% entre 25 i 44, un 20,6% de 45 a 60 i un 8% 65 anys o més.
L'edat mediana era de 26 anys. Per cada 100 dones de 18 o més anys hi havia 106,5 homes.
La renda mediana per habitatge era de 45.000 $ i la renda mediana per família de 47.875 $. Els homes tenien una renda mediana de 31.957 $ mentre que les dones 21.500 $. La renda per capita de la població era de 13.146 $. Cap de les famílies i el 0,7% de la població estaven per davall del llindar de pobresa.

## Poblacions més properes
El següent diagrama mostra les poblacions més properes.